# Дзіно сьотокі
Дзіно сьотокі (або «Записи про правильне наслідування божественних імператорів») — класичний для японської історіографії та політології твір, написаний Кітабатаке Тікафуса, в якому автор утверджував святість і безперервність роду тенно, та в існуванні якого убачав запоруку вічності й процвітання Японії.  

## Про автора
Кітабатаке Тікафуса (1293-1354) – придворний чиновник, книжник і полководець, мислитель і вірний соратник імператора, він знаменитий як один з головних сподвижників Ґо-Дайго (1318-1339), в боротьбі за відновлення влади імператорів, прагнув показати спадкоємність правлінь імператорів, легітимність Південної гілки імператорського дому. Він був наставником одного з синів Ґо-Дайго, але цей царевич в 1330 г. умер, і Тікафуса після цього прийняв чернецтво. Пізніше він брав діяльну участь у війнах Південного двору проти Північного.
Головна праця Кітабатаке Тікафуса «Записи про правильне наслідування божественних імператорів» («Дзіно сьотокі») складений для іншого сина Ґо-Дайго — юного імператора Ґо-Муракамі (роки правління 1339-1368). 
Проблеми істинності імператорських регалій та наслідування трону стали центральними в творі «Записи про правильне наслідування божественних імператорів» («Дзіно сьотокі»), яке дало відповіді на питання про «правильне» спадкування та стало важливим ідеологічним інструментом в боротьбі Південного двору за владу. 

## Час написання праці
Створений вперше в 1339 р., текст «Дзіно сьотокі» був в подальшому відредагований автором в 1343 р. 
До нашого часу дійшло понад двадцять стародавніх списків «Дзіно сьотокі», майже всі вони відносяться до розлогої авторської редакції 1343 р. Найавторитетніший з них датується початком епохи Муроматі і зберігається в бібліотеці синтоїстського святилища Сіраяма-хіме. Він оголошений Національним скарбом. До цього ж часу відносяться списки Парламентської бібліотеки, університету Тенрі, префектурної бібліотеки Муцу і ін. Збереглося також безліч ксилографічних видань «Дзіно сьотокі». 

## Зміст «Дзіно сьотокі»
Твір був розділений автором на три частини, які носять назви 天地人 — «Небо», «Земля», «Люди». Така організація тексту характерна для китайської традиції. Існує декілька припущень, згідно з якими автор розділив текст на частини: це могли бути як побутові причини (автор починав нову частину після кінця сувою, на якому була написана попередня), так і смисловий поділ тексту. Перша частина, «Небо», містить вступ, де автор розповідає про перевагу Японії над іншими країнами, про походження різних назв країни. Формулювання з цього тексту вважається класичним: «Велика Японія - країна богів. Небесний предок вперше заснував її. Богиня Сонця передала управління нею своїм нащадкам. Тільки в нашій країні це так. В інших країнах немає подібного. Ось чому наша країна називається божественною країною». Тут мова ведеться не про безліч богів з їхніми нащадками, а про нащадків одного роду імператора. Далі описує процес створення світу відповідно до буддійських космогонічних уявлень, потім оповідає про правління перших 29 легендарних імператорів від Дзімму до Сенка. 
Друга частина, «Земля», починається з опису правління 30-го імператора Кім-мей і завершується правлінням 73-го імператора Хорікава, тобто включає описання 44 імператорів. 
Третя частина, «Люди», починається з описання правління 74-го імператора Тоба і завершується правлінням 97-го імператора Ґо-Муракамі, всього складається з описів 24 імператорів. Існує гіпотеза, що причина, по якій автор виділив третю частину, полягає в тому, що саме після закінчення правління імператора Тоба між його синами розгорілася суперечка про владу, пізніше отримавша назву «смута років Хоґен» (1156 р.), який став символом початку посилення військового стану, буші.
Трактат - багатоплановий твір, що включає пояснення походження світу, країни, богів і опису 97 імператорів; він ґрунтується на комплексі синтоїстських, буддійських, конфуціанських уявлень та ідей.
Складання бази даних для основних характеристик описів правління  японських правителів в «Дзіно сьотокі» дозволяє впорядкувати масив різнорідної інформації, виявити можливі закономірності і потім вибудувати приблизну «модель історичного опису». Основою бази даних стала таблиця, головними елементами якої є імена імператорів і характеристики (далі – ознаки), які автор дає тому чи іншому правителю. Після створення бази даних, що включає 97 описів правителів за 33 ознаками, було проведено її формально-кількісний аналіз. Серед 33 характеристик можна виділити 10 обов'язкових і 23 додаткових. 10 обов'язкових характеристик – це характеристики, що зустрічаються в більш ніж 95% описів.
Тікафуса робить акцент на місці Японії в світовій історії, проводячи історичні паралелі між японськими та китайськими імператорами. Для Кітабатаке Тікафуса важливо показати спадкоємність Японії по відношенню до «історичного досвіду» Китаю, тому в трактаті можна побачити безліч відсилань до китайських джерел і докази незвичайних історичних випадків прикладами з китайської історії.
Велику увагу Тікафуса приділяє розвитку конфуціанства в Японії.
Окрім цього, саме в розділи, присвячені першим імператорам, автор включив дуже докладні описи зведення синтоїстських святилищ. Можна припустити, що для Тікафуса важливий саме період оформлення комплексу острівних вірувань в релігійну систему, що стала згодом  основою державності в Японії.
Найбільше місця автор приділив поширенню буддизму.
Велику увагу Тікафуса приділяє збереженню імператорських регалій протягом епох. На думку Тікафуса, священні регалії – необхідний атрибут, що забезпечує продовження існування імператорського роду. Регалії – джерело легітимної влади і символ трьох чеснот, які гарантують успішне правління. Дзеркало Ята дарує імператору чесноту «чесності» - сьодзікі, яшмові підвіски Ясакані є джерелом «співчуття» - дзіхі, а меч Аме-но муракумо-но цуругі  – джерелом «мудрості» - тіє.

## Мета трактату
У зв'язку з тим, що трактат був написаний для майбутнього імператора Го-Муракамі, в тексті багато уваги приділяється тому, якими якостями і знаннями повинен володіти доброчесний правитель. Тікафуса пише, що для управління державою він обов'язково повинен бути обізнаний з древньою китайською поезією, каліграфією, обрядами і музикою. Прийняття іноземних навчань і обрядів - конфуціанства, буддизму, китайської науки Темного і Світлого - також вписується в цю діяльність: «Для правителя дуже важливо мати загальне уявлення про всі школи і не відкидати жодну з них; це дозволить йому захистити країну від лих».
Метою трактату автор вважає виявлення правильного успадкування японського трону, і тому проблема передачі влади є центральною впродовж всього твору. Основну увагу Тікафуса зосередив на законі послідовності, наступності спадкування, а не на особливостях правління того чи іншого імператора. Однак автора цікавить не просто спадкоємність незмінюваної династії, а «правильна» спадкоємність. В опису кожного імператора приділяється увага «правильності» лінії спадкоємства і пояснюються причини її порушення, якщо такі були. Якщо спадкування відхиляється від «правильної» лінії, то неодмінно, на думку Тікафуса, пізніше повертається до «правильної» наступності.